# Репно (Шентюр)
Репно (словен. Repno) — поселення в общині Шентюр, Савинський регіон, Словенія. 
Висота над рівнем моря: 301 м.